# Filosofía romana
La filosofía romana o latina es la filosofía desarrollada en la Antigua Roma, en textos de lengua latina y de lengua griega.
El pensamiento romano o latino se caracterizó por evitar la especulación pura y la búsqueda del pragmatismo y el eclecticismo, priorizando la filosofía práctica (ética y filosofía política) frente a la filosofía teórica (metafísica, lógica y epistemología). Su identificación con una extensión de la filosofía griega (filosofía greco-romana, como el resto de los rasgos de la civilización greco-romana) es un tópico cultural, iniciado en su propia época.
Los principales filósofos romanos de época clásica fueron Lucrecio, Cicerón, Séneca y Marco Aurelio. Mucho prestigio también tuvieron los filósofos griegos de época romana. En el periodo tardorromano lo fue Agustín de Hipona. El latín siguió empleándose como la lengua de la filosofía occidental hasta el siglo XVIII.

## Época republicana

### Contacto con la filosofía griega
Ex oriente lux.
La luz viene de oriente.
Locución latina.

Graecia capta ferum victorem cepit.
Grecia, conquistada, conquistó a su feroz vencedor.
Horacio, Epístolas.

El contacto de los romanos con el mundo griego se remonta a sus propios orígenes, puesto que la relación de la civilización etrusca con la griega era una relación fluida.
Con la conquista romana de Italia (siglo IV a. C.), y especialmente la de la Magna Grecia (la parte sur de la península, caracterizada por la presencia de prósperas colonias griegas), los romanos entraron cada vez en mayor conocimiento de la producción intelectual griega. Con la conquista romana de Grecia (siglo II a. C.) fue cada vez mayor el prestigio que alcanzó entre la élite romana el helenismo en todos sus aspectos, a pesar de la contradicción que esta cultura tenía con la idiosincrasia de la cultura romana, alejada de la especulación, la investigación pura y las sutilezas dialécticas; contradicciones que los más tradicionalistas y defensores de los valores establecidos de entre los intelectuales romanos no dejaron de señalar. Cuando en 155 a. C. Carnéades, durante una embajada, pronunció un discurso demostrando la existencia de la justicia, para acto seguido pronunciar otro negando su existencia, los senadores escandalizados expulsaron a los filósofos griegos.
La llegada de nuevos filósofos y pedagogos griegos, traídos por los romanos ricos para la educación de sus hijos, inició un irresistible proceso de difusión de la cultura griega en Roma.

### El conservadurismo de Catón y el helenismo del círculo de los Escipiones

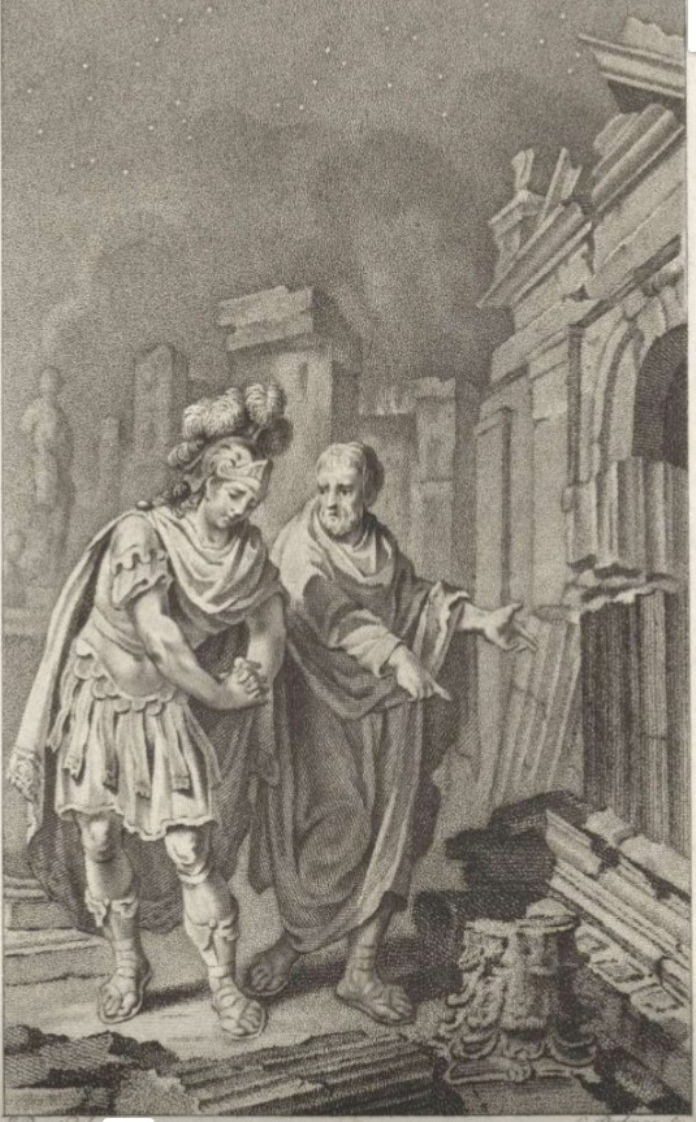
Escipión y Polibio, ante las ruinas de Cartago, grabado de Jacobus Buys.

El primer núcleo en el que se produjo este fenómeno de asimilación del clasicismo griego fue el círculo creado por Escipión Emiliano en la segunda mitad del siglo II a. C. que reunió a eminentes personalidades de las letras de su tiempo, incluyendo a historiadores y filósofos, como Polibio, Panecio de Rodas, Publio Rutilio Rufo, Cayo Lelio Sapiens o Quinto Elio Tuberón. Estos intelectuales, fascinados por la cultura griega, buscaban el ennoblecimiento de la cultura romana sin renunciar a los valores que habían hecho a Roma grande. Proyectaban una fusión entre los ideales de perfección y armonía, y el desarrollo de las cualidades humanas, propios de la civilización griega, con los valores tradicionales de la aristocracia latifundista romana: el mos maiorum (las costumbres de los antepasados), el sentido de la legalidad, severidad, austeridad, frugalidad y compostura, el comportamiento enérgico e inspirado en la virtus (virtud, pero también «condición propia del varón»), cuya pureza había sido vigorosamente defendida por Catón el Censor en la primera mitad del mismo siglo.
El mantenimiento de estos valores de la tradición antigua era la obsesión de los intelectuales más conservadores. Catón el Censor se rebelaba contra la moda filo-helénica, a la que juzgaba individualista y de un refinamiento estetizante, peligrosa culturalmente, políticamente disolvente y desintegradora de los valores morales y políticos del civis romanus.
La nueva clase dirigente romana debía no obstante adaptarse a una realidad política compleja como el vasto imperio mediterráneo que había conquistado Roma, renovando los principios culturales y políticos en términos más flexibles y adaptables que la rigidez del mos maiorum.

### El epicureísmo de Lucrecio

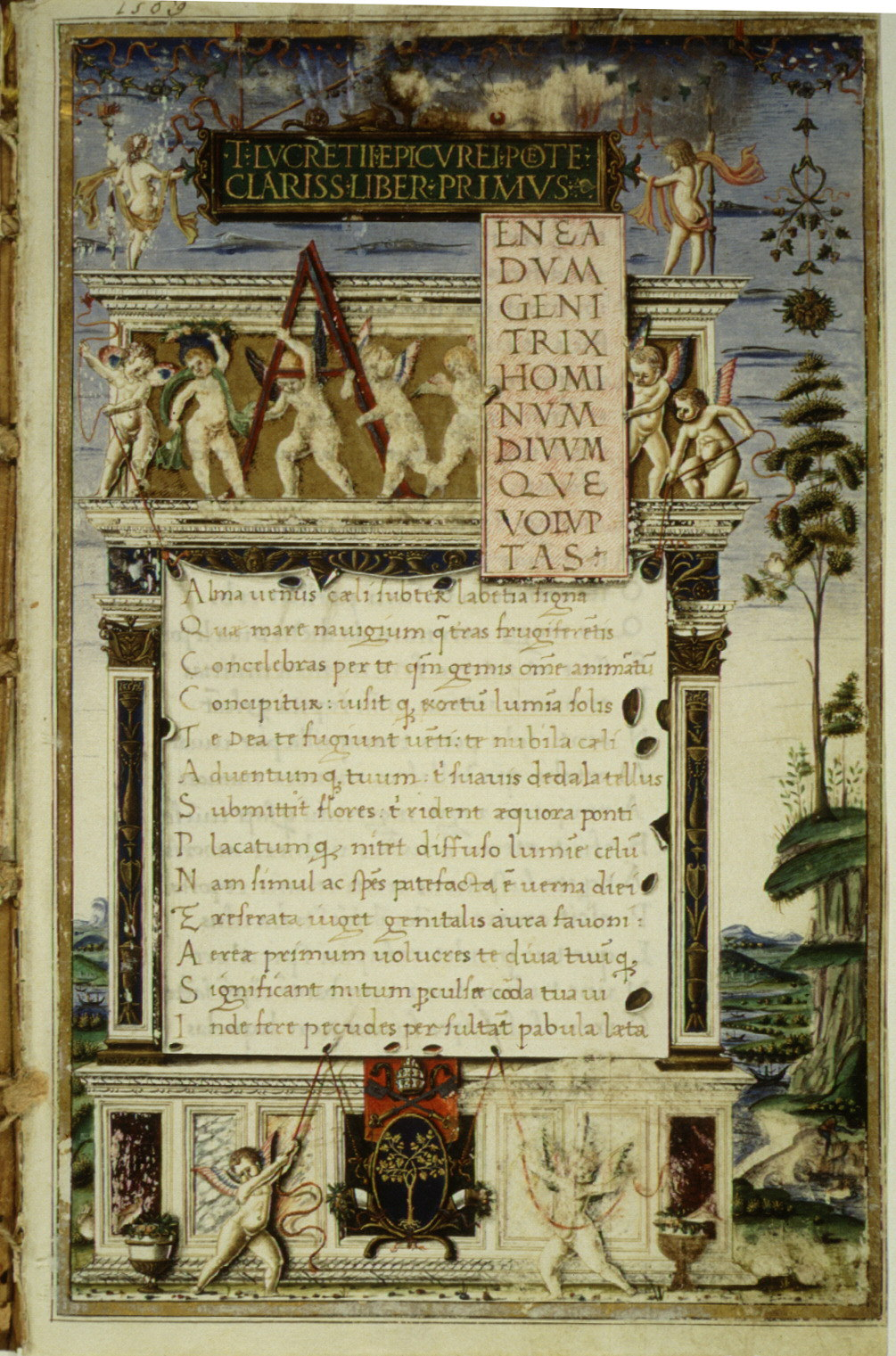
De rerum natura en un manuscrito renacentista italiano (1483).

La principal obra filosófica romana de influencia griega, todavía en época republicana, fue De rerum natura (inacabado a la muerte del autor en 55 a. C.), el intento de Lucrecio de difundir en Roma el pensamiento epicúreo. En realidad, esa escuela ya había llegado a la Roma un siglo antes, cuando un decreto (de fecha no aclarada, el 173 o el 154 a. C.) expulsó de Roma a los filósofos epicúreos Alceo y Filisco por sus costumbres «licenciosas».
La tentativa de Lucrecio no tuvo éxito: el epicureísmo solo alcanzó una difusión modesta entre grupos populares e intelectuales aristócratas que vieron en esa filosofía una vía de escape del mundo político en el que estaban inmersos: la crisis de la República.
Era políticamente peligroso en Roma adherirse al epicureísmo, que sostenía la convencionalidad del las leyes del Estado, negaba la religión tradicional y sustituía la intervención del ciudadano en política, que consideraba fuente de infelicidad, por las relaciones de amistad. Por ello Cicerón condenó el epicureísmo de Lucrecio como el pensamiento de los filósofos plebeyos, a pesar de encomiar su altura poética.

### El eclecticismo de Cicerón
¡Filosofía, guía de la existencia! Indagadora de la virtud victoriosa adversaria de los vicios...  Tú has hecho nacer la ciudad, has llamado a reunirse a los hombres que vegetaban dispersos, les has unido en la convivencia social... tú has revelado a los hombres la posibilidad comunicativa del lenguaje y de la escritura. Has inventado las leyes, has suscitado la comunidad, has dictado los deberes.
Cicerón, Tusculanae disputationes, V, 2, 5-6.

La característica fundamental de la filosofía romana es su fin práctico-político: señalar un ideal de vida para el individuo y la sociedad. Correspondientemente al menosprecio de la teoría y el interés por los reflejos prácticos de las especulaciones racionales, los romanos entraron en contacto con una filosofía griega ya adecuada a su mentalidad. La parte del pensamiento griego con el que entraron en contacto los romanos era el de la época helenística, en la que prevalecía el escepticismo filosófico y se habían abandonado los antiguos y ambiciosos objetivos del conocimiento y de la metafísica de los grandes filósofos de la época clásica.

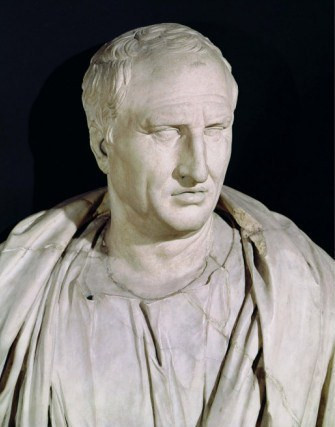
Busto de Cicerón.

Un impulso decisivo a la difusión de la filosofía griega en Roma fue el que dio Marco Tulio Cicerón, que compuso en latín un grupo de obras que formaron la base de la filosofía romana.
Para Cicerón, y para los que como él aspiraban a cubrir cargos políticos en el último siglo de la Roma republicana, era fundamental una formación cultural que incluyese la cultura griega. El primer acercamiento de Cicerón al pensamiento griego se realizó en el ámbito de un estoicismo muy distinto al de sus antiguos fundadores. 
La escuela estoica se había introducido en Roma por Panecio de Rodas, que la había atenuado de sus rigores con la introducción de aportes platónico y aristotélico, dejándola así adaptada a las exigencias de formación cultural de la clase dirigente romana. La exigencia estoica de vivir según la naturaleza se transformó en la de vivir según las capacidades que la propia naturaleza nos ha dado, por las cuales el sabio se realiza moralmente participando en el gobierno del Estado como miembro de la más amplia comunidad racional que se expresa en la vida social y política.
El propio Cicerón tuvo oportunidad de seguir en Roma, hacia el año 88 a. C., al filósofo Filón de Alejandría, que sostenía un dogmatismo ecléctico de la Academia tardía, en la que el platonismo se integraba con elementos aristotélicos y estoicos. Aunque venía atenuado, el estoicismo era acusado de imposibilitar no solo el conocimiento, sino también la vida cotidiana. La postura ciceroniana será que, aunque es cierto que los sentidos engañan, también lo es que la verdad se puede comunicar con el correcto uso de la razón.

#### Probabilismo
Yo no soy uno de esos cuyo ánimo vaga en la incertidumbre y no sigue principios constantes. ¿Qué sería del pensamiento, o más bien de la vida, si quitásemos el método, no solo de razonar, sino también de vivir?.
Cicerón, De officiis, II, 7.

Cicerón demanda certezas, pero al mismo tiempo no acepta los contrapuestos dogmatismos que generan fanatismo, por lo que prefiere orientarse hacia un moderado escepticismo. 
La experiencia común y el sentido común, el consenso sobre la verdad compartida por todos, no son suficientes para construir ninguna doctrina; pero aunque no ciertos, son probables, y bastan para guiar un ideal político.

#### Pensamiento político
El Estado se rige por leyes fundadas en la ley natural. La naturaleza impone a todos vivir según la naturaleza y la razón en este orden legal-racional que pone a cada uno en el ámbito de una función social propia. La naturaleza igual de los hombres, idea estoica, no era tal para Cicerón: en su modelo político, el ciudadano, limitado por la pertenencia a su ámbito social, debe contribuir a instaurar la iustitia (justicia) y la concordia (concordia). El Estado ideal para Cicerón se identifica en la práctica con las formas políticas desarrolladas a través de la historia de la Roma republicana que, siguiendo la interpretación del círculo de Escipión (a través de Polibio), se expresan en una constitución mixta de las formas de gobierno clásicas, en la que están presentes el consulado (parte monárquica), el Senado (parte aristocrática) y los comicios populares (parte democrática).

## Época altoimperial
El ascenso de Augusto al principado, que relegó al Senado y estableció el Alto Imperio romano, marcó el fin del proyecto cultural y político de Cicerón. La filosofía se hizo cada vez más independiente de la política y adquirió tonos individualistas ligados a la ética y el arte de vivir. Primero fue el epicureísmo el que conoció una breve fase de difusión, en particular en los ambientes neotéricos que praticaban una moderada oposición al régimen de Augusto, como el círculo de Mesala. Posteriormente fue el estoicismo el que se impuso, especialmente a través de Séneca, como ideología más adecuada a la nueva clase dirigente, y que se basaba en el rigor moral y el sentido del deber, en lugar de la vida retirada y el distanciamiento de las cosas prácticas, típicamente epicúrea. Entre tanto, el estoicismo se interesó cada vez más en las meditaciones religiosas que en el mundo greco-romano se mezclaron con intereses mágicos y mistéricos. En ese ambiente cultural se incluyó la difusión de diferentes religiones orientales, entre ellas el cristianismo; y desde el siglo II tuvieron un gran desarrollo las corrientes de pensamiento gnóstico.

### Séneca
Si el alma está enferma y padece por sus propios vicios, por sí misma puede terminar sus miserias. Diré al que cae en manos de un tirano, cuyas saetas apuntan al corazón de sus amigos; a aquel, cuyo señor alimenta a los padres con las entrañas de sus hijos: ¿por qué gimes, insensato, por qué esperas a que un enemigo acuda a vengarte con la ruina de tu país, o a que llegue poderoso rey de lejanas comarcas? A cualquier parte que mires encontrarás fin a tus males. ¿Ves aquel precipicio? por allí se baja a la libertad. ¿Ves esa mar, ese río, ese pozo? en el fondo de sus aguas tiene asiento la libertad. ¿Ves aquel árbol pequeño, retorcido, siniestro? en él está suspendida la libertad. ¿Ves tu cuello, tu garganta, tu corazón? salidas son para huir de la esclavitud. Pero te mostramos caminos demasiado penosos, y que exigen mucho valor y fuerza. ¿Buscas fácil vía a la libertad? en cada vena de tu cuerpo la tienes.
Séneca, De ira, III, 15.

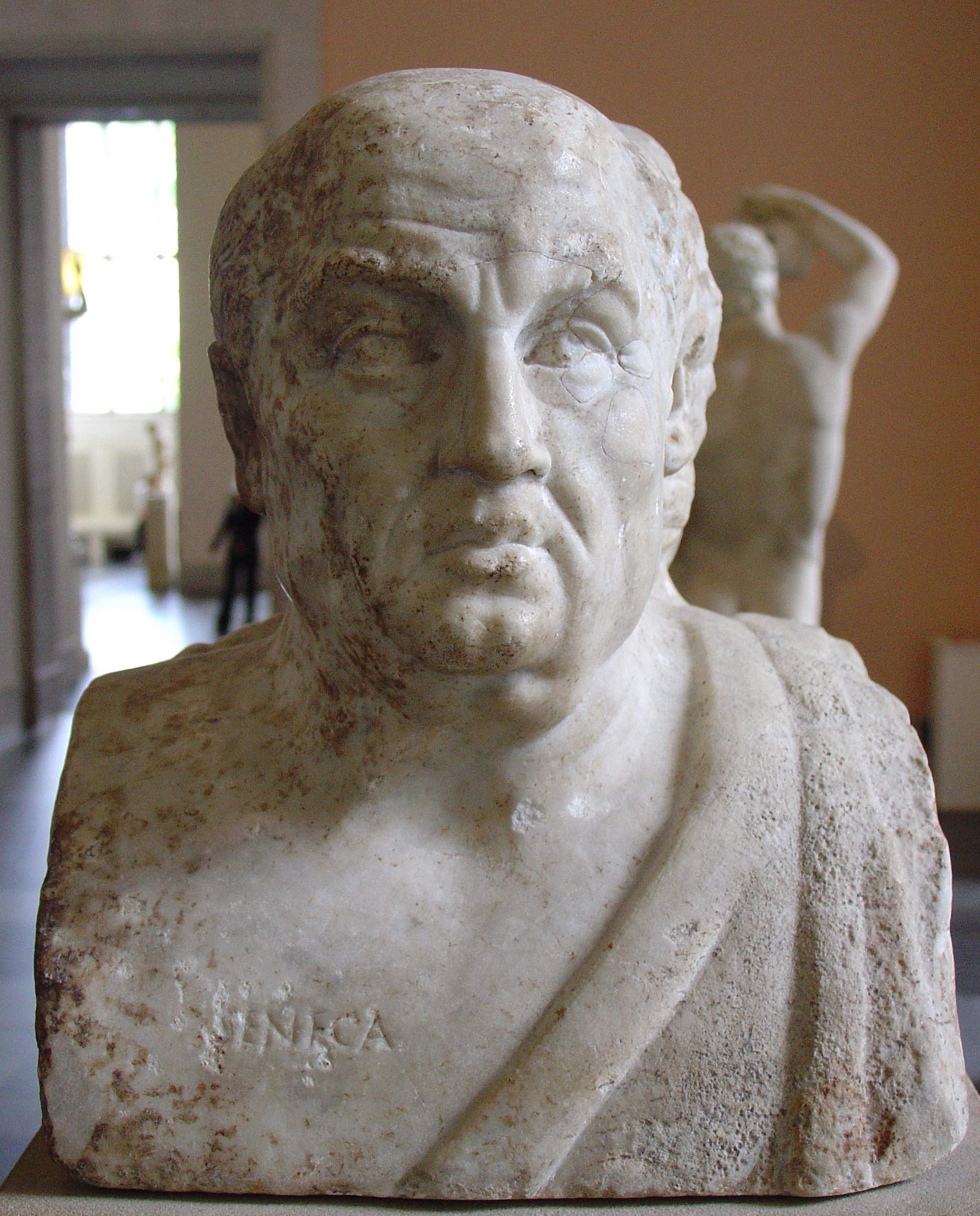
Busto de Séneca.

La difícil relación entre los filósofos y el poder imperial, el declive de la vida política libre, obligaron a Séneca a continuos compromisos entre el rigor moral del estoicismo y la mediación política.
En el año 55-56, en su obra De clementia, proponía a Nerón asumir la función de monarca filántropo, formado a través de la enseñanza de la filosofía; pero apenas cinco años después, en De otio, ya había renunciado a tal proyecto, en vista del despotismo del emperador, renuncia a cualquier tentativa de educación filosófica y se refugia en la acción del sabio en la vida social, sin ningún tipo de ilusiones en la creación de un Estado ejemplar guiado por los filósofos.
Del estoicismo Séneca toma el tema de la racionalidad universal que hay en la naturaleza y en Dios, de la felicidad del sabio que sigue la razón, del cosmopolitismo que hace hermanos a todos los hombres y de la autarquía que hace al sabio libre y autosuficiente.
Pero entre el sabio y la multitud de los estultos hay un abismo que dificulta cualquier progreso de la vida civil y moral. De esta concepción pesimista se libra solo el papel de la filosofía como salvación última, como pedagogía del hombre a sí mismo, centrada en los nobles ideales de la libertad interior, que da la felicidad, y como educación del género humano, a la que Séneca si dedica en sus epístolas filosóficas. 
Vuelve el tema del diálogo platónico, el coloquio del filósofo consigo mismo y con los demás.
Entre los varios temas que trata, con las inevitables oscilaciones de su pensamiento no sistemático, destacan los de la felicidad, el dolor, la vejez, la muerte y, especialmente, la esclavitud, que presenta como una institución privada de toda base jurídica, natural y racional. Considera al esclavo como a cualquier otro ser humano; en el fondo la verdadera esclavitud es la que sujeta al hombre a las pasiones y los vicios. Todos somos esclavos espiritualmente, y solo la filosofía puede liberarnos.
También considera las diferencias sociales: «¿Qué significa caballero (équites), liberto, esclavo? Son palabras nacidas de la injusticia. De todos los rincones de la tierra se levantan hacia el cielo.» (Epístolas, 31).
El suicidio es la última elección libre cuando el contraste entre la libertad del filósofo y la irracionalidad de la vida se hace irresoluble.

### Epicteto
El sentimiento de la interioridad y la religiosidad presente en Séneca y el estoicismo vuelven a aparecer en Epicteto, griego liberto que fundó una escuela de filosofía en Nicópolis, de donde llegó a Roma en el año 93 junto a otros filósofos. Su Manual, obra en la que uno de sus discípulos (el romano Flavio Arriano) recogió sus máximas, será considerado un breviario de sabiduría y espiritualidad en las edades Media y Moderna.
Tema central de su filosofía es la distinción entre las cosas que están en nuestro poder y las que no. Entre las primeras se encuentran «la opinión, el movimiento del ánimo, el apetito, la aversión; en resumen, todas esas cosas que son nuestros propios actos». Las otras son los bienes externos que, al no estar en nuestro poder, es inútil y sin sentido buscarlos, sea porque son corruptibles y contingentes, sea porque para obtenerlos nos debemos someter al poder de quien los detente, perdiendo así el bien supremo del hombre: la libertad.

### Marco Aurelio

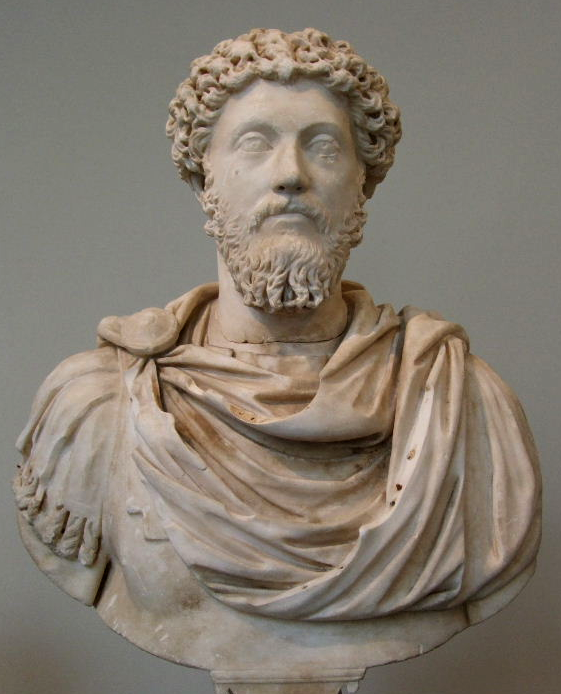
Busto de Marco Aurelio.

El último gran exponente de la doctrina estoica fue el emperador Marco Aurelio. La celebración de la interioridad se evidencia claramente en su obra Meditaciones (c. 170), que literalmente se titula «para sí mismo» (en el griego original, Τὰ εἰς ἑαυτόν —Ta eis heauton—).
Frente al sinsentido del mundo y su realidad caduca, la única vía que queda al sabio es replegarse en sí mismo, lo que da significado a la propia existencia individual. Al igual que en Séneca, en Marco Aurelio el concepto de hombre es tripartito: además del cuerpo (corpus en latín o soma en griego) se compone de otras dos partes, el espíritu (spiritus en latín o pneuma en griego, el «soplo vital») y el alma (anima en latín, psique en griego, la sede de las actividades intelectivas y que es la considerada superior -hegemónica-, un nivel que denomina con las palabras griegas logos, hegemonikón y nous, es el verdadero yo, mientras que cuerpo y espíritu son más bien propiedades de ese yo).
Como emperador, cumple estoicamente el deber que le impone su papel político, pero siente la inutilidad y el sinsentido de las acciones que no cambiarán la irracionalidad que opera en el mundo humano:

Se buscan retiros en el campo, en la costa y en el monte. Tú también sueles anhelar tales retiros. Pero todo eso es de lo más vulgar, porque puedes, en el momento que te apetezca, retirarte en ti mismo. En ninguna parte un hombre se retira con mayor tranquilidad y más calma que en su propia alma; sobre todo aquel que posee en su interior tales bienes, que si se inclina hacia ellos, de inmediato consigue una tranquilidad total. Y denomino tranquilidad única y exclusivamente al buen orden. Concédete, pues, sin pausa, este retiro y recupérate. Sean breves y elementales los principios que, tan pronto los hayas localizado, te bastarán para recluirte en toda tu alma y para enviarte de nuevo, sin enojo, a aquellas cosas de la vida ante las que te retiras. Porque, ¿contra quién te enojas? ¿Contra la ruindad de los hombres? Reconsidera este juicio: los seres racionales han nacido el uno para el otro, la tolerancia es parte de la justicia, sus errores son involuntarios. Reconsidera también cuántos, declarados ya enemigos, sospechosos u odiosos, atravesados por la lanza, están tendidos, reducidos a ceniza. Modérate de una vez.
Marco Aurelio, Meditaciones, IV. 3.